# Międzynarodowy Konkurs Muzyki Polskiej im. Stanisława Moniuszki

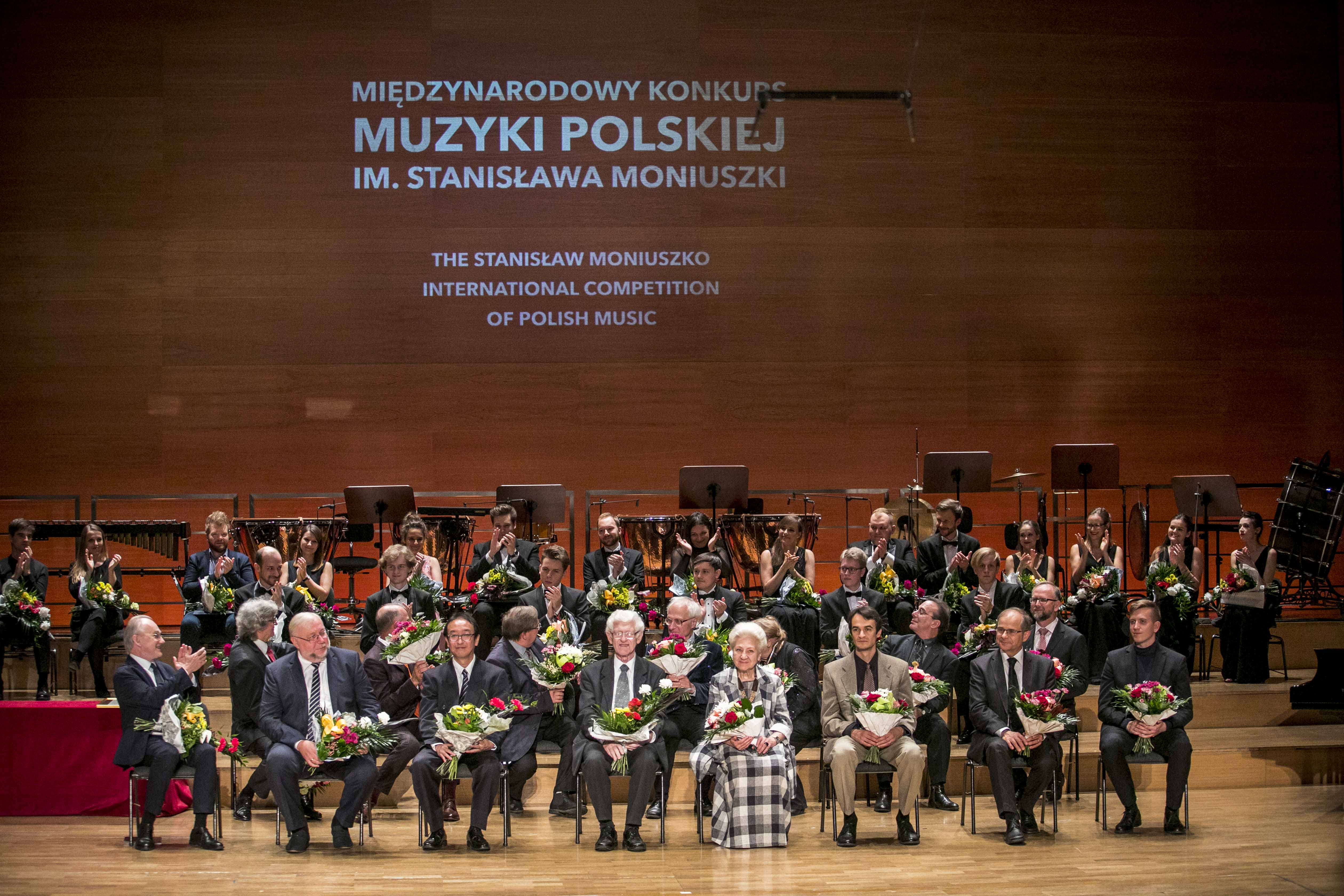
Jury i Laureaci I Międzynarodowego Konkursu Muzyki Polskiej fot. Piotr Droździk

Międzynarodowego Konkursu Muzyki Polskiej – międzynarodowy konkurs, którego głównym celem jest zaprezentowanie, a czasami wręcz odkrycie zarówno przez wykonawców oraz publiczność części wielkiego dorobku muzyki polskiej XIX i XX wieku, która jest mniej popularna w praktyce koncertowej

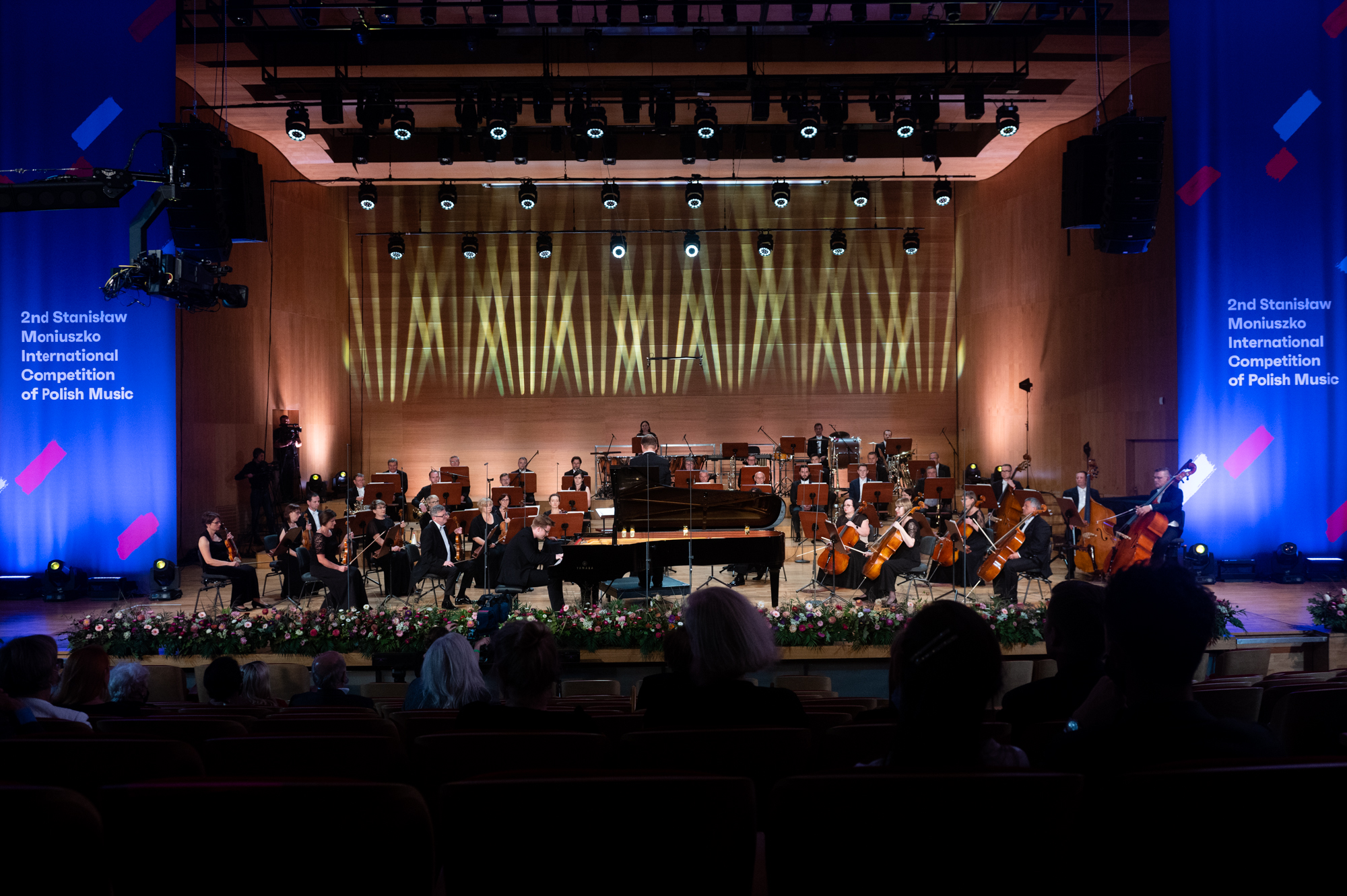
Koncert finałowy II Międzynarodowego Konkursu Muzyki Polskiej fot. Filip Błażejowski

Ma na celu sprawić, by szeroka, międzynarodowa publiczność poznała prezentowane utwory, a dorobek pokoleń polskich twórców doczekał się należytego opracowania i nowych edycji. Równie ważnym celem konkursu jest promowanie utalentowanych muzyków, którzy włączają do swojego repertuaru mniej znane dzieła polskich autorów. Organizacja konkursu to także promocja Polski jako miejsca, w którym odbywają się wydarzenia artystyczne o ogólnoświatowym zasięgu.

## Podstawowe założenia
Konkurs odbywa się co dwa lata i dedykowany jest dla różnych składów wykonawczych. W konkursie mogą uczestniczyć muzycy-instrumentaliści zgłaszający się indywidualnie oraz jako zespoły kameralne (od duetów po składy dwunastoosobowe). W konkursie nie ma ograniczeń ze względu na wiek i obywatelstwo uczestników.

## Historia konkursu i dotychczasowi laureaci
Międzynarodowy Konkurs Muzyki Polskiej im. Stanisława Moniuszki w Rzeszowie organizowany przez Instytut Muzyki i Tańca (obecnie NIMiT) pod patronatem Ministerstwa Kultury i Dziedzictwa Narodowego. Zapoczątkowany został 18 grudnia 2018 roku. Współorganizatorem Konkursu została Filharmonia Podkarpacka im. Artura Malawskiego w Rzeszowie, a gospodarzem wydarzenia Województwo Podkarpackie. List intencyjny w sprawie utworzenia Konkursu podpisali wicepremier, minister kultury i dziedzictwa narodowego prof. Piotr Gliński, dyrektor Instytutu Muzyki i Tańca Maxymilian Bylicki, dyrektor Filharmonii Podkarpackiej im. Artura Malawskiego w Rzeszowie prof. Marta Wierzbieniec oraz marszałek Województwa Podkarpackiego Władysław Ortyl. Patronatem Narodowym w Stulecie Odzyskania Niepodległości objął to wydarzenie Prezydent Rzeczypospolitej Polskiej Andrzej Duda.
- Pierwsza edycja Konkursu odbyła się 20–27 września 2019 roku w Filharmonii Podkarpackiej im. Artura Malawskiego w Rzeszowie. Do Konkursu zakwalifikowało się 17 pianistów oraz 24 zespoły kameralne, łącznie 81 muzyków. Uczestnicy pochodzili z Polski, Rosji, Ukrainy, Rumunii, Hongkongu i Izraela.

Finansowe nagrody regulaminowe w konkursie wyniosły łącznie 84 000 Euro. Przyznano również nagrody pozaregulaminowe – łącznie 20 koncertów w kraju i za granicą, dwie nagrody młodych krytyków oraz dwie nagrody w formie rocznej opieki medialnej.
Podczas trwania konkursu odbyły się targi wydawnictw nutowych i fonograficznych, spotkanie autorskie z dr Danutą Gwizdalanką promujące książkę pt. „100 lat z dziejów polskiej muzyki”, warsztaty „Krytyka muzyczna 2.0”, czyli program dla przyszłych recenzentów wydarzeń muzycznych oraz wykład wybitnej polskiej muzykolog prof. Ireny Poniatowskiej, poświęcony kwestiom narodowości w muzyce.
Z tego obszernego materiału konkursowego, Instytut Muzyki i Tańca (obecny NIMiT) wybrał 45 utworów 19 polskich kompozytorów, które zostały opublikowane na 6 płytach CD przez wydawnictwo DUX. Trzy z zaprezentowanych na płytach kompozycji – Duo concertant f-moll na dwoje skrzypiec Joachima Kaczkowskiego oraz Bajka i Burleska na skrzypce i fortepian Artura Malawskiego – doczekały się w ten sposób światowej premiery fonograficznej. Nagrania zostały dostrzeżone i docenione wysoką notą recenzencką przez belgijski „Crescendo Magazine”.
Konkurs zakończyła uroczysta gala rozdania nagród połączona z koncertem laureatów. Koncert retransmitowany był w publicznej telewizji TVP Kultura, zaś wybrane fragmenty zaprezentowano na antenie Programu Drugiego Polskiego Radia. Koncert został powtórzony w Sali Koncertowej Filharmonii Narodowej.
Działania dokumentacyjne muzyki polskiej, będącej przedmiotem konkursu, dotyczyły także materiałów nutowych. Obszerną bazę kompozycji, stworzoną na potrzeby Konkursu, udostępniono na stronie internetowej Konkursu.
- Druga edycja Konkursu odbyła się 11-18 września 2021 roku w Filharmonii Podkarpackiej im. Artura Malawskiego w Rzeszowie w dwóch kategoriach: „pianiści” oraz „zespoły kameralne”. Do Konkursu zakwalifikowało się 15 pianistów oraz 24 zespoły kameralne, łącznie 86 artystów.

Jury konkursu, złożone z wybitnych polskich i zagranicznych muzyków oraz postaci życia muzycznego, przyznało w obu kategoriach odrębnie trzy nagrody główne: I nagrodę – w wysokości 20 000 EUR,
II nagrodę – w wysokości 10 000 EUR, III nagrodę – w wysokości 5000 EUR oraz trzy równorzędne wyróżnienia po 1500 EUR. Ponadto zostały przyznane nagrody specjalne za wykonanie utworów Stanisława Moniuszki, Władysława Żeleńskiego i Henryka Pachulskiego oraz inne nagrody pozaregulaminowe.
Konkurs zakończyła uroczysta gala wręczenia nagród oraz koncert laureatów. Koncert, jak również każdy z etapów konkursowych transmitowany był na kanale YouTube oraz na Facebooku Narodowego Instytutu Muzyki i Tańca. Koncert laureatów został również powtórzony w Warszawie w Filharmonii Narodowej 20 września.
Podczas konkursu odbyły się również Warsztaty krytyki muzycznej, poprowadzone przez red. Jacka Marczyńskiego. Na warsztaty wpłynęły łącznie 33 zgłoszenia. Wśród kandydatów znaleźli się głównie muzycy i muzykolodzy, ale również teoretycy muzyki, kompozytorzy, psycholodzy, dziennikarze, filolodzy, a nawet filmoznawca. Najlepszy uczestnik lub uczestniczka odbędzie staż w prestiżowym „Ruchu Muzycznym”, a jego lub jej teksty zostaną opublikowane na łamach czasopisma.

## Repertuar
W regulaminie konkursu wyszczególnione są utwory, które uczestnicy będą wykonywać podczas etapów konkursowych. Repertuar z roku na rok się zmienia i uzupełnia o utwory i kompozytorów, którzy są mniej znani i rzadziej wykonywani w praktyce koncertowej.
Pierwsza kategoria – pianiści składa się z 3 etapów (I, II, Finał). W pierwszym etapie pianiści wykonują jedną etiudę Fryderyka Chopina oraz dwie etiudy innych kompozytorów, wyszczególnionych w regulaminie. Etap drugi składa się z wykonania co najmniej dwóch utworów kompozytora lub kompozytorów z grupy 1 i co najmniej jeden utwór kompozytora lub kompozytorów z grupy 2, zamieszczonych w regulaminie.
1. Grupa pierwsza: Tadeusz Baird, Ignacy Feliks Dobrzyński, Józef Ksawery Elsner, Ignacy Friedman, Leopold Godowski, Joachim Kaczkowski, Mieczysław Karłowicz, Antoni Kątski, Raul Koczalski, Józef Władysław Krogulski, Karol Kurpiński, Szymon Laks, Franciszek Lessel, Teodor Leszetycki, Karol Lipiński, Roman Maciejewski, Miłosz Magin, Artur Malawski, Witold Maliszewski, Henryk Melcer-Szczawiński, Karol Mikuli, Stanisław Moniuszko, Maurycy Moszkowski, Zygmunt Noskowski, Józef Nowakowski, Michał Kleofas Ogiński, Henryk Pachulski, Tadeusz Paciorkiewicz, Roman Palester, Eugeniusz Pankiewicz, Piotr Perkowski, Ludomir Różycki, Michał Spisak, Roman Statkowski, Zygmunt Stojowski, Antoni Stolpe, Antoni Szałowski, Tadeusz Szeligowski, Maria Szymanowska, Józef Wieniawski, Bolesław Woytowicz, Adam Wroński, Aleksander Zarzycki, Władysław Żeleński.
2. Grupa druga: Grażyna Bacewicz, Henryk Mikołaj Górecki, Wojciech Kilar, Stefan Kisielewski, Witold Lutosławski, Ignacy Jan Paderewski, Andrzej Panufnik, Karol Szymanowski, Aleksander Tansman, Juliusz Zarębski.

W finale konkursowym zostaje zaprezentowany jeden z utworów, wybrany przez uczestnika ze spisu zamieszczonego w regulaminie.
Druga kategoria – zespoły kameralne składa się z 2 etapów (I, Finał). Program pierwszego etapu powinien zawierać co najmniej dwa zróżnicowane stylistycznie i wyrazowo utwory (lub ich części) co najmniej dwóch różnych kompozytorów z regulaminowej listy. W etapie finałowym należy wykonać jeden lub więcej utworów (lub ich części) kompozytora lub kompozytorów z grupy 2. Można oprócz tego wykonać jeden utwór (lub jego części) kompozytora z grupy 1, jednak czas prezentacji tego utworu (lub jego części) nie może przekroczyć 20 minut.
1. Grupa pierwsza: Grażyna Bacewicz, Fryderyk Chopin, Henryk Mikołaj Górecki, Wojciech Kilar, Witold Lutosławski, Stanisław Moniuszko, Karol Szymanowski, Ignacy Jan Paderewski, Krzysztof Penderecki, Aleksander Tansman.
2. Grupa druga: Tadeusz Baird, Ignacy Feliks Dobrzyński, Józef Ksawery Elsner, Ignacy Friedman, Leopold Godowski, Joachim Kaczkowski, Mieczysław Karłowicz, Antoni Kątski, Stefan Kisielewski, Raoul Koczalski, Józef Władysław Krogulski, Karol Kurpiński, Szymon Laks, Franciszek Lessel, Teodor Leszetycki, Karol Lipiński, Roman Maciejewski, Miłosz Magin, Artur Malawski, Witold Maliszewski, Henryk Melcer-Szczawiński, Karol Mikuli, Maurycy Moszkowski, Zygmunt Noskowski, Józef Nowakowski, Michał Kleofas Ogiński, Henryk Pachulski, Tadeusz Paciorkiewicz, Roman Palester, Eugeniusz Pankiewicz, Andrzej Panufnik, Piotr Perkowski, Ludomir Różycki, Michał Spisak, Roman Statkowski, Zygmunt Stojowski, Antoni Stolpe, Antoni Szałowski, Tadeusz Szeligowski, Maria Szymanowska, Józef Wieniawski, Bolesław Woytowicz, Adam Wroński, Juliusz Zarębski, Aleksander Zarzycki, Władysław Żeleński.

## Jury
W Jury konkursu zasiadają wybitni polscy i zagraniczni muzycy, pedagodzy oraz znamienite postacie życia muzycznego.

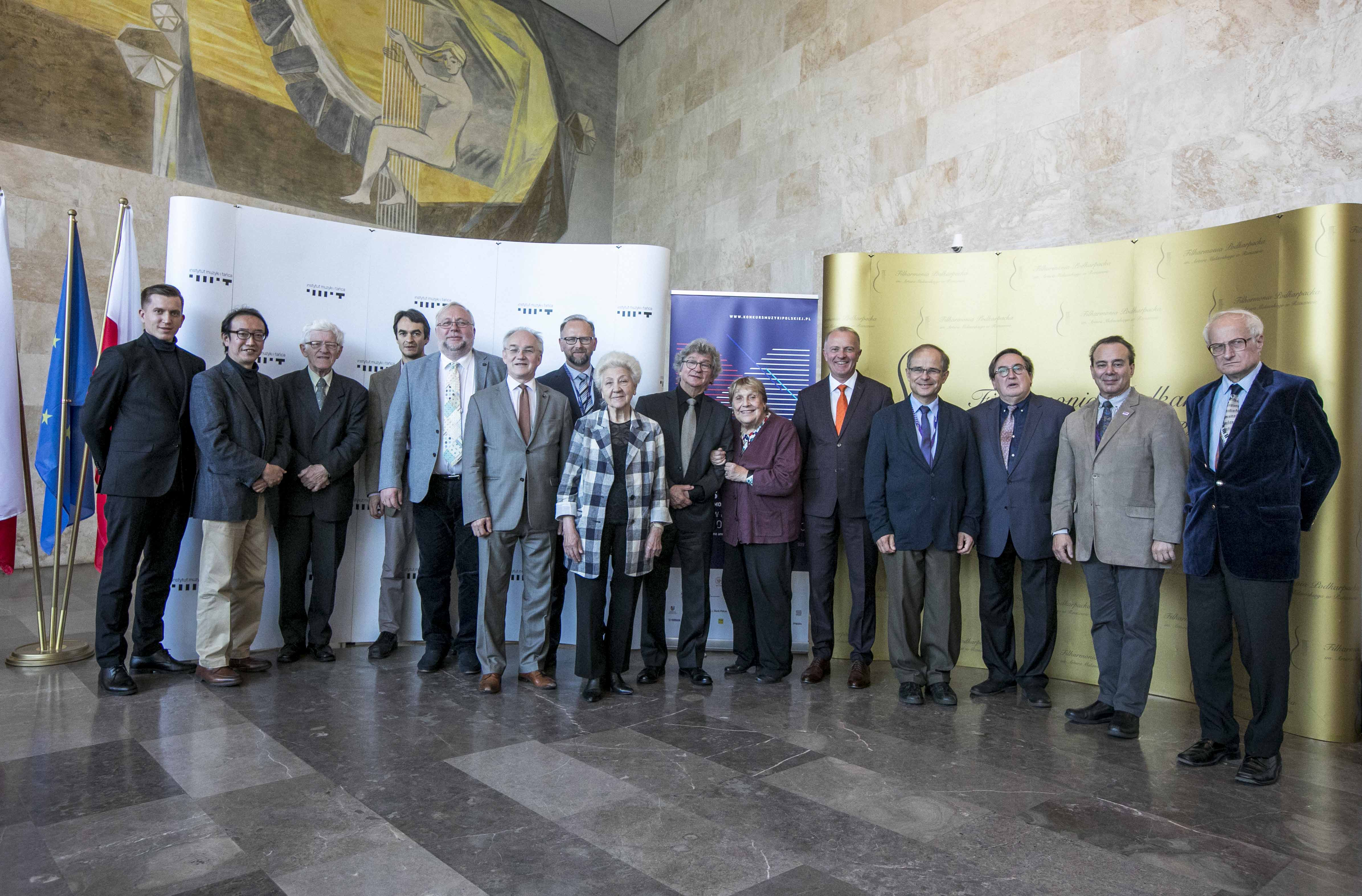
Jurorzy obydwu kategorii w pierwszej edycji konkursu fot. Piotr Droździk

### Pełna lista członków Jury w pierwszej edycji

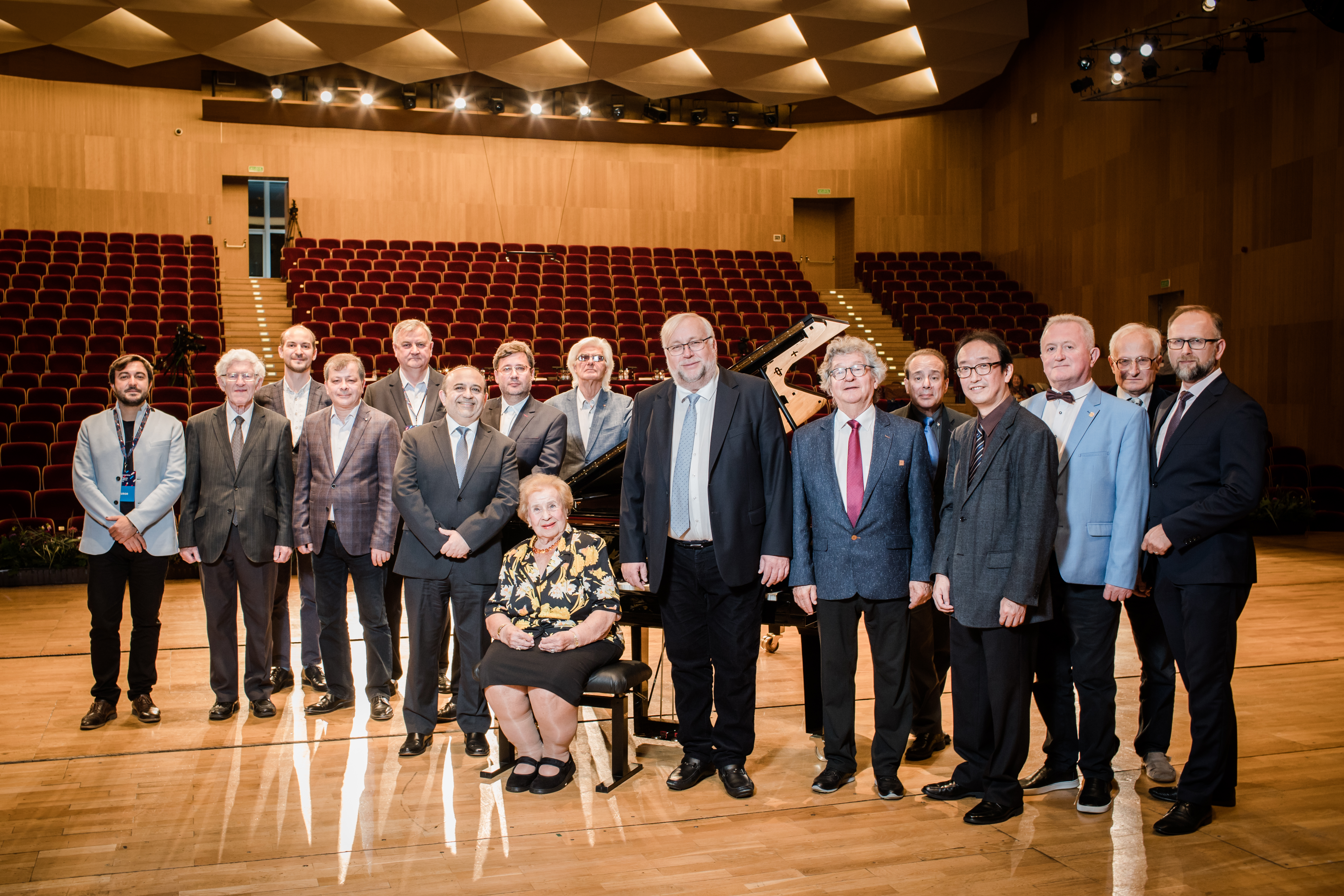
Jurorzy obydwu kategorii w drugiej edycji konkursu fot. Wojciech Grzędziński

- kategoria Pianiści
- kategoria Zespoły kameralneJurorzy obydwu kategorii w drugiej edycji konkursu fot. Wojciech Grzędziński

### Pełna lista członków Jury w drugiej edycji
- kategoria Pianiści
- kategoria Zespoły kameralne